# Lovieanne Jung
Lovieanne Jung, född den 11 januari 1980 i Honolulu, är en amerikansk softbollspelare.
Hon tog OS-guld i samband med de olympiska softboll-turneringarna 2004 i Aten.
I Peking tog hon även OS-silver fyra år senare.